# 田中龍
田中 龍（たなか りゅう、1998年4月3日 - ）は、キリンプロ大阪オフィスに所属していた日本の元子役。

## モデル活動

### スチール
- トイザらス（2003年）
- スタジオアリス（2004年）
- JR西日本（2007年）

### スチール以外のモデル活動
- ECCアーティスト専門学校[注釈 1]（学校法人山口学園、2003年・2004年） - 七五三着付モデル

## 出演

### テレビドラマ
- 暴れん坊将軍 春のスペシャル（テレビ朝日、2004年） - 幼少期の倫太郎 役
- 子連れ狼 完結編 第三部 第4話（テレビ朝日、2004年） - 幼少期の松五郎 役
- 鬼平犯科帳（フジテレビ、2004年[注釈 2]）
- 徳川綱吉 イヌと呼ばれた男（フジテレビ、2004年）
- 古都（テレビ朝日、2005年[注釈 3]） - 幼少期の水木真一 役
- 天下騒乱〜徳川三代の陰謀（テレビ東京、2006年[注釈 4]）
- 土曜ワイド劇場 京都殺人案内 29（朝日放送、2006年[注釈 4]）
- おみやさん 第5シリーズ（テレビ朝日、2006年）

### 舞台
- あの晩、星が教えてくれた 大阪公演A公演・C公演[1]（門真市民文化会館ルミエールホール[1]、2004年） - 小池かや 役

### 映画
- 阿修羅城の瞳（松竹、2005年[注釈 3]）

### CM
- 大阪ガス（2005年）
- ユニバーサル・スタジオ・ジャパン（2005年）
- 天使のはね（セイバン、2005年）

### ビデオパッケージ
- 彩都（阪急不動産、2005年）
- 日立ビルシステムセキュリティ（2007年）